# Feuerschwanz-Nektarvogel
Der Feuerschwanz-Nektarvogel (Aethopyga ignicauda) ist eine Singvogelart aus der Familie der Nektarvögel.

## Merkmale
Der Feuerschwanz-Nektarvogel ist ein kleiner Vertreter der Nektarvögel. Seine Flügellänge beträgt durchschnittlich 5,5 cm und das Gewicht 8,7 g. Der schmale, schwarzbraune Schnabel hat eine Länge von durchschnittlich 2,2 cm und fällt damit etwa 0,3 cm länger aus als beim Gould-Nektarvogel (Aethopyga gouldiae). Die Iris ist dunkelbraun und die Beine und Füße schwarzbraun. Die Weibchen und auch die Jungvögel sind wie für Nektarvögel typisch schlichter gezeichnet als die Männchen. Diese haben eine intensiv rot gefärbte Oberseite und rote Steuerfedern (der „Feuerschwanz“). Die Kopfvorderseite und das Kinn sind metallisch lila gefärbt, die Brust gelb-orange, der Rest der Unterseite gelblich und die Flügel olivfarben. Die Weibchen sind dorsal und am Kopf olivfarben und ventral grünlich gelb. Ihre Steuerfedern sind schwärzlich bis graugrün und die Flügel goldbraun.

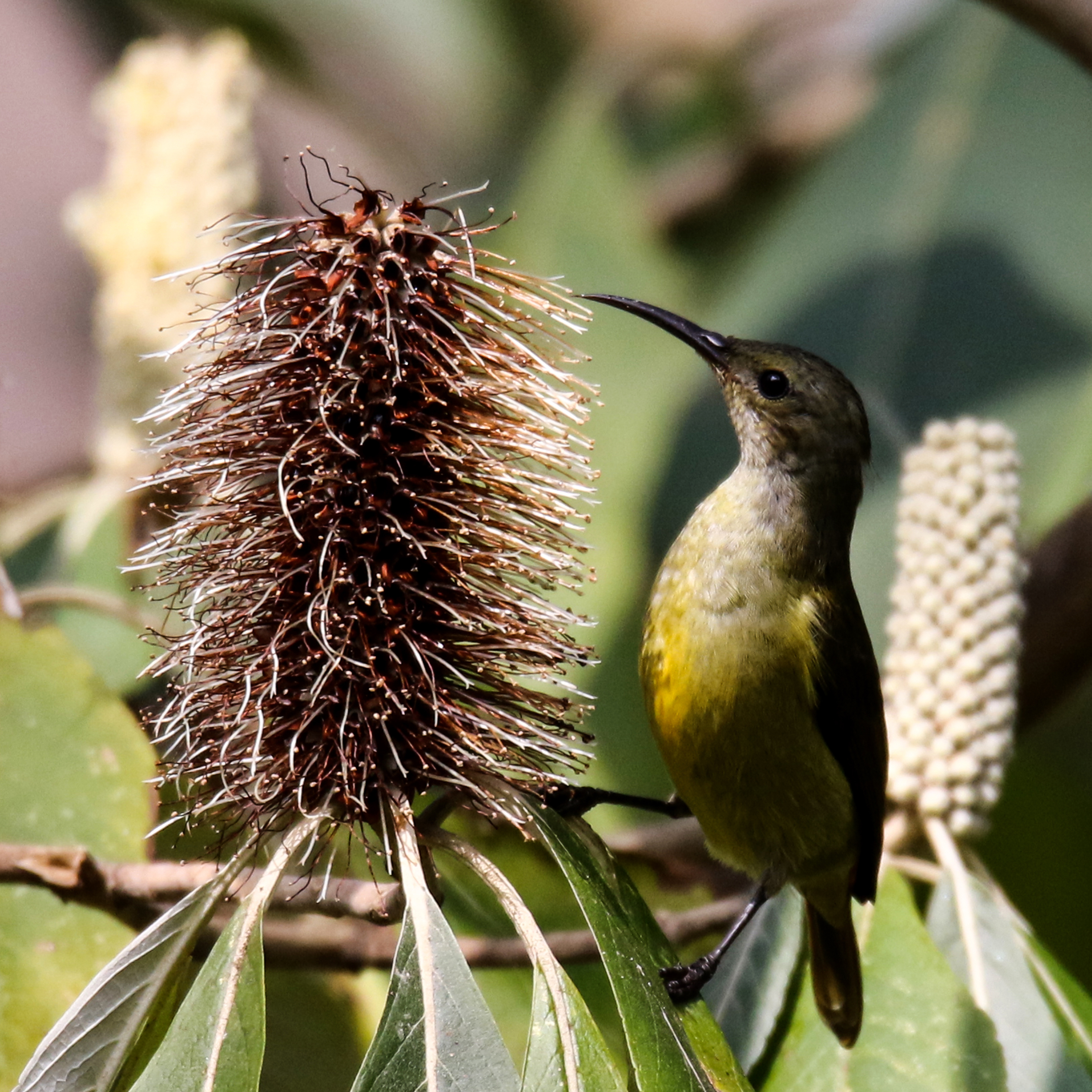
Weibchen im Kathmandutal in Nepal
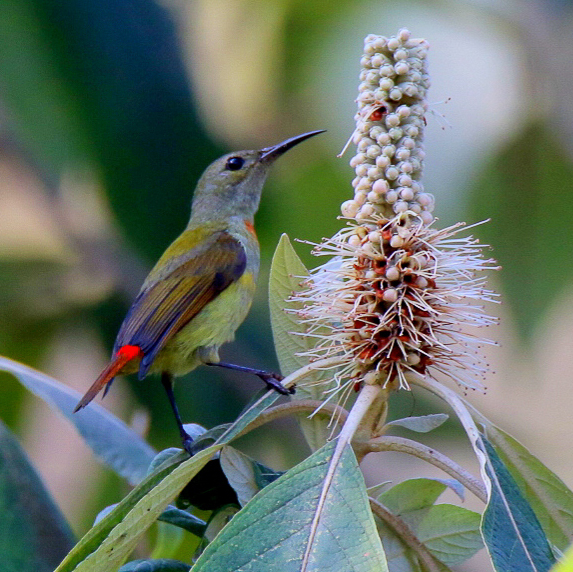
Jungtier in Nepal
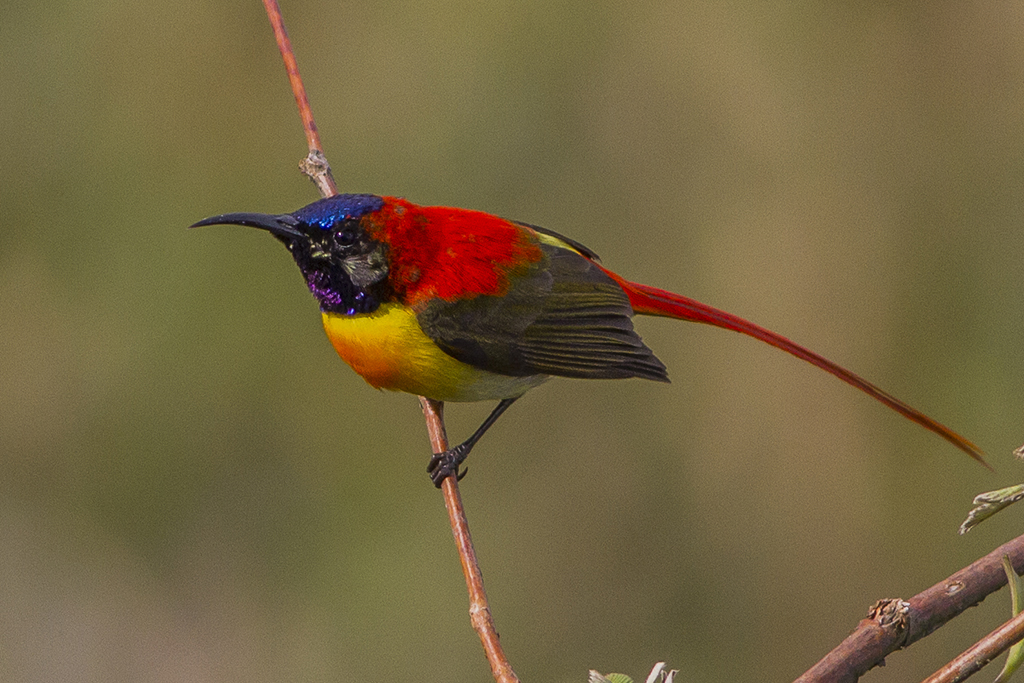
Männchen in Sikkim, Indien

## Lebensweise
Die Art kommt in Wäldern und Buschland vor. Vögel aus der Familie der Nektarvögel ernähren sich entsprechend ihres Namens vorwiegend von Nektar. Darüber hinaus fressen sie auch Insekten und Spinnen. Sie bauen beutelartige, birnenförmige Nester. Die Gelege bestehen aus ein bis zwei Eiern mit einem durchschnittlichen Gewicht von 1,3 g. Das Weibchen des Feuerschwanz-Nektarvogels brütet die Eier wie für Nektarvögel typisch alleine aus und sowohl das Weibchen als auch das Männchen füttern anschließend die Nestlinge. Die Nestlingszeit dauert durchschnittlich 19,5 Tage.

## Verbreitung
Der Feuerschwanz-Nektarvogel ist im Himalaya im Süden Chinas (Tibet, Yunnan), im Norden Indiens (Himachal Pradesh, Assam) über Nepal und Bhutan verbreitet sowie in Bangladesch und im Norden Myanmars und Thailands. Dort kommt er in Höhenlagen von bis zu rund 4900 m vor und damit höher als andere Arten der Gattung. Hauptsächlich findet er sich im Sommer jedoch in Nadelwäldern in Höhen zwischen 3000 und 4800 m. Im Winter zieht er in tieferliegende Gebiete zwischen 610 und 2900 m.
Die IUCN stuft den Feuerschwanz-Nektarvogel aufgrund seines großen Verbreitungsgebiets als nicht gefährdet ein und den Populationstrend als stabil. Die Art kommt in mehreren Schutzgebieten vor, beispielsweise im indischen Singalila-Nationalpark.

## Systematik
Die Art wurde 1837 von dem britischen Naturforscher Brian Hodgson als Cinnyris ignicauda erstbeschrieben. Stand 2023 werden zwei Unterarten unterschieden:
- Aethopyga ignicauda ignicauda (Hodgson, 1836) – Himalaya bis Nord-Myanmar
- Aethopyga ignicauda flavescens Baker, 1921 – Nord-Myanmar